# Intrigo a Berlino
Intrigo a Berlino (The Good German) è un film del 2006 diretto da Steven Soderbergh.
Il film, ambientato nella Berlino appena conquistata dagli Alleati nel 1945, rimanda al cinema noir degli anni '40 non solo nel bianco e nero della fotografia e nel formato, ma anche nella recitazione, nelle riprese e perfino nel montaggio. Omaggi al cinema di quegli anni provengono anche dal manifesto ufficiale e dal finale che cita esplicitamente il film che più di ogni altro ha segnato quell'epoca, Casablanca.

## Trama
Il giornalista e capitano dell'esercito americano Jake Geismar viene mandato nella Berlino post-bellica per seguire la conferenza di pace a Potsdam. Jake è spinto a tornare a Berlino dal desiderio di rivedere Lena, donna tedesca di cui si era innamorato prima che l'incombere della guerra separasse le loro strade ma il marito di Lena, Emil Brandt, è ricercato da americani e russi. Tully, l'autista di Geismar, che intanto ha una relazione con Lena, viene ucciso a Potsdam mentre tentava di vendere ai russi suo marito, sebbene questa gli avesse assicurato che fosse morto. Jake si trova nel bel mezzo di questo intrigo e forse non è solo un caso, e benché nessuno gli dica tutta la verità e a più riprese venga minacciato, s'impegna al massimo per scoprire cosa ci sia dietro tutto questo.
Jake scopre che Franz Bettmann, l'ufficiale delle SS progettista dei prodigiosi razzi V2 è tenuto in un nascondiglio, e al tempo stesso viene a sapere che Brandt era il suo segretario. Bettmann era stato al comando del campo di concentramento Dora, e da parte delle autorità americane potrebbe esserci il timore che finendo tra gli imputati di crimini contro l'umanità, non possa più tornare utile alla causa statunitense. Gli americani infatti, da un lato stanno cercando di impossessarsi di tutti i migliori "cervelli" tedeschi, dall'altro stanno raccogliendo tutte le prove necessarie per istruire il colossale processo che dovrà fare giustizia dei crimini delle SS e del dismesso esercito tedesco.
La figura di Emil Brandt può dunque essere cruciale per il futuro di Bettmann. Tenuto segregato al sicuro da Lena, Brandt in effetti è vivo e pronto a testimoniare contro il suo superiore, reo dell'uccisione di migliaia di ebrei innocenti. Lena protegge il marito rischiando la sua stessa vita non tanto per amore o senso di giustizia quanto per poter fornire una valida merce di scambio a chi potrà procurarle un permesso per lasciare la Germania, da sola. Geismar intanto scopre che Lena è ebrea e che solo in quanto moglie di un SS non ha seguito la sorte di tutti i suoi parenti.
Quando Lena offre il marito ai giudici americani, Jake, sebbene ne sia all'oscuro, l'aiuta cercando di proteggerla. Nonostante tutto non riesce a impedire che Emil, prima di testimoniare alcunché, venga ucciso proprio per mano di un assassino al soldo degli americani. Lena, dimostratasi in questa circostanza eroica e generosa, ottiene il permesso per lasciare la Germania senza dover cedere alle pressioni di chi le chiedeva i diari di Brandt, mai trovati, nei quali si nasconderebbe l'orribile verità su Bettmann.
Jake accompagna all'aeroporto Lena che così finalmente porta a compimento quel disegno di fuga che però le è costato caro. Oltre a prostituirsi per vivere, si è macchiata dell'uccisione di un russo che l'ha violentata, di quella di Tully che stava per scoprire il marito nascosto, ma soprattutto ha un segreto che solo ora ha la forza di rivelare a chi tanto l'ha amata e aiutata. Quando a Berlino essere ebrea era rischioso anche per una moglie di un ufficiale SS, aveva denunciato, e quindi condannato a morte dodici ebrei. Nel partire rinuncia anche a Jake, al quale ha lasciato i diari del marito con le orribili verità sul campo Dora che chiedono giustizia.

## Riconoscimenti
- 2007 - Premio Oscar
  - Nomination Miglior colonna sonora